# Venslev
Venslev – miasto w Danii, w regionie Stołecznym, w gminie Frederikssund.